# 1 500 mètres féminin aux championnats du monde d'athlétisme 1991
Navigation
Rome 1987 Stuttgart 1993
L'épreuve du 1 500 mètres féminin des championnats du monde d'athlétisme 1991 s'est déroulée les 29 et 31 août 1991 dans le Stade olympique national de Tokyo, au Japon. Elle est remportée par l'Algérienne Hassiba Boulmerka.

## Résultats

### Finale
| Rang               | Athlète            | Pays             | Temps         | Notes |
| ------------------ | ------------------ | ---------------- | ------------- | ----- |
| Médaille d'or      | Hassiba Boulmerka  | Algérie          | 4 min 02 s 21 |       |
| Médaille d'argent  | Tetyana Dorovskikh | Union soviétique | 4 min 02 s 58 |       |
| Médaille de bronze | Lyudmila Rogachova | Union soviétique | 4 min 02 s 72 |       |
| 4                  | Doina Melinte      | Roumanie         | 4 min 03 s 19 |       |
| 5                  | Ellen Kiessling    | Allemagne        | 4 min 04 s 75 |       |
| 6                  | Kirsty Wade        | Royaume-Uni      | 4 min 05 s 16 |       |
| 7                  | Susan Sirma        | Kenya            | 4 min 05 s 47 |       |
| 8                  | Małgorzata Rydz    | Pologne          | 4 min 05 s 52 |       |
| 9                  | Letitia Vriesde    | Suriname         | 4 min 05 s 67 | AR    |
| 10                 | Violeta Beclea     | Roumanie         | 4 min 05 s 86 |       |
| 11                 | Debbie Bowker      | Canada           | 4 min 06 s 06 |       |
| 12                 | PattiSue Plumer    | États-Unis       | 4 min 06 s 80 |       |
| 13                 | Yvonne Mai         | Allemagne        | 4 min 07 s 45 |       |
| 14                 | Elena Fidatov      | Roumanie         | 4 min 10 s 15 |       |
| 15                 | Ravilya Kotovich   | Union soviétique | 4 min 17 s 59 |       |

## Légende
Records et Performances
- AR : Record continental (area record)
- CR : Record des championnats (championship record)
- MR : Record du meeting (meet record)
- NR : Record national (national record)
- OR : Record olympique (olympic record)
- PR : Record paralympique (paralympic record)
- PB : Record personnel (personal best)
- SB : Meilleure performance personnelle de la saison (season's best)
- WL : Meilleure performance mondiale de l'année (world leader)
- WJR : Record du monde junior (world junior record)
- WR : Record du monde (world record)

Circonstances et Conditions
- DNF : N'a pas terminé (did not finish)
- DNS : N'a pas pris le départ (did not start)
- DQ : Disqualification (disqualification)
- NM : Aucun essai valable enregistré (No Mark)
- Q : Qualifié « directement » au prochain tour (ou à la prochaine compétition), lors d'une compétition majeure, grâce au classement ou à la réalisation des minima (automatic qualifier)
- q : Qualifié au prochain tour (ou à la prochaine compétition), lors d'une compétition majeure, grâce au repêchage ou à la réalisation de l'une des meilleures performances parmi celles des « non qualifiés directement » (grâce au meilleur temps ou à la meilleure distance par exemple) (secondary qualifier)